# Semiothisa tristaria
Semiothisa tristaria là một loài bướm đêm trong họ Geometridae.